# Dennis the Menace Strikes Again!
Dennis the Menace Strikes Again (1998) is het direct-to-video vervolg op de film Dennis the Menace uit 1993. Dit 2e deel is geproduceerd door Outlaw Productions en werd op 14 juli 1998 door Warner Bros. uitgebracht.

## Verhaal
Dennis 'the menace' Mitchell is terug, en nog erger dan vroeger.
In het huis naast de familie Mitchell wonen George en Martha Wilson. George vindt Dennis maar een ettertje. Daarbij voelt hij zich oud en versleten en wil graag verhuizen naar een bejaardenhuis maar zijn vrouw wil daar niet aan.
Op de verjaardag van George laat Dennis echter weer de boel in de soep lopen door beestjes in de slaapkamer van George en Martha los te laten. Dan komt Opa in Huize Mitchell wonen nadat hij zijn camper heeft verkocht. Dennis brengt veel tijd met hem door. Ze gaan samen naar de kermis, het zwembad en kamperen in de tuin. Als Opa na vele weken bij Dennis in huis dan toch knettergek wordt van Dennis, besluiten Opa en George Wilson een deal te maken. Opa koopt het huis van George, om niet te veel bij Dennis te zijn en toch dichtbij te wonen.
Als Dennis en Opa naar de kermis gaan, gaat George met ze mee en loopt daar tegen een oude man aan, die zo fit als een hoentje blijkt. Hij staat onder begeleiding van een dokter die beweert mensen te kunnen verjongen. Hij is echter een oplichter die uit is op het geld van George. Die heeft echter niks in de gaten. Dennis haalt hem echter uit de problemen als George zijn huis aan Opa wil verkopen en de oplichters zich vermommen als ongedierte-inspecteurs en bouwlieden en George wijsmaken dat zijn huis een krot is.

## Rolverdeling
| Acteur                      | Personage                    |
| --------------------------- | ---------------------------- |
| Don Rickles                 | George Wilson                |
| George Kennedy              | Grandpa                      |
| Justin Cooper               | Dennis 'The Menace' Mitchell |
| Betty White                 | Martha Wilson                |
| Brian Doyle-Murray          | Professor                    |
| Scott 'Carrot Top' Thompson | Sylvester                    |
| Dwier Brown                 | Henry Mitchell               |
| Heidi Swedberg              | Alice Mitchell               |
| Keith Reece                 | Gunther                      |
| Jacqueline Steiger          | Margaret                     |
| Danny Turner                | Joey                         |
| Alexa Vega                  | Gina                         |